# 青木勇人 (バスケットボール)
青木 勇人（あおき たけと、1974年1月29日 - ）は、神奈川県藤沢市出身のバスケットボール選手、指導者である。選手時代の身長は193cm、体重92kgで、ポジションはスモールフォワード、パワーフォワード。

## 来歴
10歳でバスケットボールを始める。藤沢市立本町小学校、藤沢市立第一中学校を卒業後、鎌倉学園高校に進学。その後専修大学を経て1996年、大和証券に入社。大和休部後の2000年に発足した新潟アルビレックスにも出向選手として引き続き参加。2001年にはプロ契約を結んだが、2004年に退団。
2005年のbjリーグ発足時に東京アパッチと契約。2006年からはプレイイングコーチとなる。2007年2月、栗野譲との交換トレードにより大分ヒートデビルズへ移籍。2008年、琉球ゴールデンキングスに移籍し、 2008-09シーズンに琉球ゴールデンキングスでbjリーグ優勝。
2010年、FA権を行使して大分に復帰(アシスタントコーチ兼任)。2011年、地元神奈川県をホームとする新設チームである横浜ビー・コルセアーズへ移籍し、2012-13シーズンにbjリーグ優勝。
2012-13シーズンを最後に選手生活を引退し、勝久マイケルの後任としてアシスタントコーチに就任した。2015-16シーズンからは横浜のヘッドコーチに昇格。
2016-17シーズンは3月末の時点でB1中地区5位が続き、3月25日と26日の試合を体調不良のため試合を欠場し、31日にはチームとの契約が解除された。
2017-18シーズンからは、新潟アルビレックスBBのアソシエイトコーチに就任した。
2020-21シーズンの2021年1月31日の名古屋戦からシーズン終了まで、福田将吾ヘッドコーチが球団社長兼GMからのパワハラによる体調不良で休養したため、その間はヘッドコーチ代行として新潟の指揮を執った。シーズン終了後の2021年5月に新潟アルビレックスBBを退団した。
2021年6月14日に、横浜ビー・コルセアーズと2021-22シーズンのヘッドコーチ契約を結んだ。